# Cycas zambalensis
Cycas zambalensis là một loài thực vật hạt trần trong họ Cycadaceae. Loài này được Madulid & Agoo mô tả khoa học đầu tiên năm 2005.